# Too Old to Rock 'n' Roll: Too Young to Die!
Too Old to Rock 'n' Roll: Too Young to Die! ("Demasiado viejos para el rock and roll, demasiado jóvenes para morir") es el noveno famoso álbum conceptual publicado en 1976 por Jethro Tull, que trata sobre la vida de Ray Lomas, un roquero que se ve envejecer, y en el que muchos quisieron ver la respuesta de Ian Anderson a las críticas vertidas por la prensa especializada a sus anteriores trabajos.
La versión remasterizada en CD del 2002 incluyó dos temas descartados en el LP original: "A Small Cigar" y "Strip Cartoon". 

## Origen
La idea original del disco era ser un musical rock, similar a lo que Ray Davies y los Kinks habían estado haciendo en esos momentos. Trataría sobre la vida y progresivo envejecimiento de un roquero ficticio, llamado Ray Lomas, que habría ganado dinero en un decadente concurso televisivo, pero que, encontrando la sociedad cada vez más cambiada, no tenía manera de gastar el dinero ganado. Ray decide entonces suicidarse estrellándose con su motocicleta, pero falla en el intento y acaba en la cama de un hospital en coma durante un cierto periodo de tiempo.
Cuando se despierta, descubre que la sociedad ha cambiado de nuevo y que su estilo de música y de vestir ahora están de moda otra vez. Además la cirugía estética a la que ha sido sometido para solucionar su desfigurada cara tras el accidente le hace parecer veinte años más joven.
Gran parte de esta historia está relatada en el cómic interior que acompaña al disco. La partitura actual del álbum, en cualquier caso, no sigue exactamente esta historia, dejándose algunos detalles o cambiando la trama.
Ian Anderson siempre negó que el disco fuese una autobiografía, ya que él siempre se había considerado joven. Argumentaba que era una forma de hacer ver cómo la popularidad de su estilo musical podía perderse ante cualquier otra nueva moda, pero que él estaba decidido a continuar con dicho estilo y que, si uno insistía, podría volver a renacer.
En otras entrevistas ha manifestado que el famoso título del álbum se le ocurrió durante un viaje en avión, en el que, tras un pequeño susto producido por un bache aéreo mientras meditaba si su música se estaba quedando algo anticuada, pensó que todavía era demasiado joven para morir.

## Colaboraciones
En la elaboración de este disco colaboraron, por primera vez, David Palmer, quien más adelante se convertiría en uno de los miembros permanentes y más destacados de la banda, y también Maddy Prior, cantante del grupo de folk Steeleye Span.
Años después, en 1978, los Jethro Tull devolverían esta colaboración de Maddy Prior participando en el magistral primer álbum en solitario de la cantante, Woman in the Wings, en el que destacaría especialmente el solo de flauta que Ian Anderson interpretaría en uno de sus temas.

## Puesto en las listas de éxitos
- Puesto en las listas de EE. UU.: 14.
- Puesto en las listas de UK: 25.

## El especial para la televisión
En 1976 el grupo preparó un Especial Too Old to Rock 'n' Roll: Too Young to Die! para la televisión británica, en el que interpretaban todos los temas del disco.
En el mismo especial podemos observar la curiosa apariencia de grupo gay que ofrecen, que choca, irónicamente, con la imagen tradicional de la banda.
Como anécdota, cabe señalar que, sobre el escenario, en el especial aparece un antiguo carrito de bebé negro, que será el mismo carrito que, años después, muestren en la introducción del videoconcierto Slipstream (1980), donde veremos a Ian Anderson haciendo de Aqualung y tirándolo por un precipicio.

## Lista de temas
(Todas las composiciones, de Ian Anderson.)

### Cara A
| #  | Título                               | Autor          | Tiempo |
| -- | ------------------------------------ | -------------- | ------ |
| 1. | "Quizz Kid"                          | (Ian Anderson) | 5:09   |
| 2. | "Crazed Institution"                 | (Ian Anderson) | 4:48   |
| 3. | "Salamander"                         | (Ian Anderson) | 2:51   |
| 4. | "Taxi Grab"                          | (Ian Anderson) | 3:54   |
| 5. | "From a Dead Beat to an Old Greaser" | (Ian Anderson) | 4:09   |

### Cara B
| #  | Título                                          | Autor          | Tiempo |
| -- | ----------------------------------------------- | -------------- | ------ |
| 1. | "Bad-Eyed 'N' Loveless"                         | (Ian Anderson) | 2:12   |
| 2. | "Big Dipper" (trad.: "La Osa Mayor")            | (Ian Anderson) | 3:35   |
| 3. | "Too Old to Rock 'n' Roll: Too Young to Die!"   | (Ian Anderson) | 5:44   |
| 4. | "Pied Piper" (trad.: "El flautista de Hamelín") | (Ian Anderson) | 4:32   |
| 5. | "The Chequered Flag (Dead or Alive)"            | (Ian Anderson) | 5:32   |

### Pistas adicionales
| #  | Título          | Autor          | Tiempo |
| -- | --------------- | -------------- | ------ |
| 1. | "A Small Cigar" | (Ian Anderson) | 3:39   |
| 2. | "Strip Cartoon" | (Ian Anderson) | 3:19   |

## Intérpretes
- Ian Anderson: voz solista, guitarra acústica, flauta travesera, armónica y voces.
- Barriemore Barlow: batería y percusión.
- Martin Barre: guitarra eléctrica.
- John Evan: piano y órgano.
- John Glascock: bajo, segunda voz y armonías vocales.
- David Palmer: orquestación y saxo alto en "From a Dead Beat to an Old Greaser".
- Maddy Prior: coros en "Too Old to Rock and Roll".
- Angela Allen: coros en "Crazed Institution" y "Big Dipper".